# Hidas-bérc
Hidas-bérc är ett berg i Ungern.   Det ligger i provinsen Heves, i den centrala delen av landet, 80 km nordost om huvudstaden Budapest. Toppen på Hidas-bérc är 980 meter över havet.
Terrängen runt Hidas-bérc är huvudsakligen kuperad. Runt Hidas-bérc är det ganska tätbefolkat, med 60 invånare per kvadratkilometer. Närmaste större samhälle är Parádsasvár, 6,5 km norr om Hidas-bérc. I omgivningarna runt Hidas-bérc växer i huvudsak lövfällande lövskog.